# فاناب (لورستان)
فاناب (بالفارسية: وناب) هي منطقة سكنية تقع في إيران في Nurabad Rural District. يقدر عدد سكانها بـ 117 نسمة بحسب إحصاء 2016.